# قلوب منسية (مسلسل)
قلوب منسية هو مسلسل تلفزيوني تركي من صنف الحب والدراما، من إنتاح شركة TMC وإخراج Ömür Atay جرى بثه على قناة أي تي في التركية بين 2003-2005 وهو من بطولة محمد أصلان توغ،اوزان جوفين وآهو تركبنتشه.

## قصة المسلسل
المسلسل يحكي قصة فتاة عائلتها فقيرة وتعمل لدى عائلة أرهان الغنية حيث تقع الفتاة في حب «أمير» الابن الأصغر لهذه العائلة. لكن «أمير» لا يعترف بهذا الحب ولا يبالي بها. يمضي الزمن ويتزوج «أمير» بفتاة أخرى وتكتشف أنها تحب «سليم» الأخ الأكبر ويكون هو أيضا يحبها ويقرران الزواج. والدا «سليم» يرفضان هذا الزواج ولكنهما يتزوجان دون التفكير أو إدراك لهذه المشاكل.

## الممثلون
- سليم أرهان - Mehmet Aslantuğ
- أمير أرهان - Ozan Güven
- اسما كوزان ارهان - Ahu Türkpençe
- عمر أرهان - Çetin Tekindor
- بهية أرهان - Arsen Gürzap
- جمال كوزان - Altan Erkekli
- سوزان كوزان - Vahide Gördüm
- شيرين كوزان - Yasemin Çonka
- حسام كوزان - İsmail Hacıoğlu
- زكريا - Emre Karayel
- نبيلة أرهان - Tomris İncer
- هند أرهان - Esra Ronabar